# Jim Marrs
Jim Marrs, född 5 december 1943 i Fort Worth, Texas, död 2 augusti 2017 i Springtown i Parker County i Texas, var en amerikansk nyhetsreporter, lärare och författare med ämnen som har med konspirationsteorier att göra. Marrs är främst känd för sitt intresse för mordet på John F. Kennedy och hans bok Crossfire var en del av grunden till Oliver Stones kontroversiella film JFK.

## Biografi
Marrs föddes i Fort Worth där han studerade på University of North Texas och gick ut med utmärkelser inom journalistik. Han jobbade på ett antal tidningar i Texas, men blev indragen i militären och jobbade inom den militära underrättelsetjänsten under Vietnamkriget. Sedan 1980 var Marrs frilansare inom journalistik och som författare.  
Marrs tillbringade tre år med att skriva en faktabok om ett topphemligt amerikanskt statligt program angående ett psykiskt projekt, men just då skriften skulle publiceras sommaren 1995, avbröts publiceringen av okänd anledning. Inom två månader publicerades projektet i Washington Post, men denna gång var det CIA som berättade om projektet. 
I maj 1997 publicerade Marrs sin forskning om UFO:n. Hans bok Alien Agenda blev den mest sålda UFO-boken i hela världen,[källa behövs] och har blivit översatt till ett antal olika språk.  
Tidigt under 2000 publicerades en annan bok av Marrs, Rule by Secrecy. I den undersöker Marrs olika hemliga sekter och deras spår bakåt till den antika tiden. I hans andra konspirationsbok, The War on Freedom, undersöker Marrs attackerna på World Trade Center och Pentagon den 11 september 2001 och vad som hände därefter.

## Webbfilmer
- Safespace - Fastwalkers - Vintern 2006